# Ne bis in idem
En el Dret penal, es coneix com a ne bis in idem la prohibició de la doble condemna pels mateixos fets. Un mateix fet, perpetrat per la mateixa persona, no pot donar lloc a una doble sanció sempre que ambdues normes tinguin el mateix fonament sancionador. Quan una persona realitza un fet subsumible en dues normes prohibitives (dues normes penals, o una de penal i una d'administrativa) que tenen el mateix fonament només se'n pot aplicar una.
En l'aspecte processal espanyol, la STC 77/1983 indica que tampoc és admissible un doble procés, i que la via penal és preferent respecte de l'administrativa.